# 산양도서관
산양도서관은 경상남도 통영시 시립 소재의 도서관이다.

## 연혁
- 1997년 11월 18일 개관.

## 시설 현황
- 2층:
- 1층:

## 이용 안내
이용 시간
휴관일
- 1월 1일
- 설 연휴 및 추석 연휴